# Češinovo
Češinovo (makedonska: Чешиново) är en ort i Nordmakedonien.   Den är huvudort i kommunen Češinovo-Obleševo, i den centrala delen av landet, 70 kilometer öster om huvudstaden Skopje. Češinovo ligger 296 meter över havet och antalet invånare är 2 377.